# Sieben-Kreise-Satz

Sieben-Kreise-Satz

Der Sieben-Kreise-Satz besagt in der Geometrie, dass wenn in einer geschlossenen Kette von sechs Kreisen jeder seinen Vorgänger und Nachfolger sowie einen festen Kreis berührt, die zwischen gegenüberliegenden Paaren von Berührungspunkten auf dem festen Kreis gezogenen Linien durch einen Punkt führen. Der Satz wurde 1974 entdeckt und 1978 bewiesen.
Für jeden der Kreise in der Kette gibt es zwei mögliche Varianten, die die beiden benachbarten Kreise und den festen Kreis berühren, und eine davon ist so geartet, dass die drei Linien, die gegenüberliegende Berührungspunkte auf dem festen Kreis verbinden, durch einen Punkt führen.

## Web-Seiten
- Eric W. Weisstein: Seven Circles Theorem. In: MathWorld (englisch).
- Interaktives Applet von Michael Borcherds.